# Joseline Gassen
Joseline Gassen-Hesse (* 12. September 1951 in Bergisch Gladbach) ist eine deutsche Schauspielerin, Synchronsprecherin sowie Hörspiel- und Hörbuchsprecherin.

## Leben
Joseline Gassen wurde als Tochter von Joseph „Joe“ Gassen geboren. Sie besuchte das Harrogate Ladies’ College in Harrogate.
Im Fernsehen war Gassen in Serien wie Drei Damen vom Grill, Vom Webstuhl zur Weltmacht, Spreepiraten und Der Landarzt zu sehen. Zusammen mit Reiner Schöne spielte sie im Fernsehfilm Hatschi.
Gassen war von 1984 bis zu dessen Tod im Oktober 2016 mit dem Comedian und Schauspieler Gerd Hesse verheiratet und lebt in Berlin.

## Synchronisation
Gassen ist seit den 1970er Jahren als Synchronsprecherin tätig. Entdeckt wurde sie von Arnold Marquis, der sie mit in ein Synchronstudio nahm, wo sie neben ihm und Tilly Lauenstein synchronisierte. Ihre erste Synchronrolle erhielt sie im Alter von siebzehn Jahren für einen Gefängnisfilm. Nach längerer Zeit im Ensemble wurde sie für die Synchronisation von Bette Midler als Mary Rose Foster in The Rose gecastet. Darauf folgten Rollen wie Stefanie Powers als Jennifer Hart in Hart aber herzlich, Cher in Die Hexen von Eastwick, Kirstie Alley als Mollie in Kuck mal, wer da spricht! oder Linda Hamilton als Sarah Connor in Terminator, Terminator 2 – Tag der Abrechnung sowie Terminator: Dark Fate. Sie ist auch als Stammsprecherin von Debra Winger und Ellen Barkin bekannt.

## Hörbücher und -spiele
Gassen ist zudem umfangreich im Hörspiel- und Hörbuchbereich tätig. Sie las alle Werke von Tamara McKinley ein, die auf Deutsch erschienen sind und ist außerdem in Hörspielreihen wie Geisterjäger John Sinclair und Lady Bedfort zu hören.
2015 bis 2017 wirkte sie u. a. neben David Nathan, Konrad Bösherz und Manja Doering an der Hörspielserie Monster 1983 mit (als Rose).
2021 wirkte sie an der 2. Staffel der Audible-Hörspielserie Sieben Siegel mit.

## Synchronrollen (Auswahl)
Sally Field
- 1977: Ein ausgekochtes Schlitzohr als Carrie/ „Frog“
- 1980: Das ausgekochte Schlitzohr ist wieder auf Achse als Carrie / „Frog“ (1. Synchro)

Kirstie Alley
- 1989: Kuck mal, wer da spricht! als Mollie
- 1997: Harry außer sich als Joan

Alfre Woodard
- 1996: Zwielicht als Richterin Miriam Shoat
- 2005–2006: Desperate Housewives (Fernsehserie) als Betty Applewhite

Debra Winger
- 1986: Staatsanwälte küsst man nicht als Laura J. Kelly
- 1988: Verraten als Catherine Weaver/Katie Phillips
- 1990: Himmel über der Wüste als Kit Moresby

Linda Kozlowski
- 1986: Crocodile Dundee – Ein Krokodil zum Küssen als Sue Charlton
- 1988: Crocodile Dundee II als Sue Charlton
- 2001: Crocodile Dundee in Los Angeles als Sue Charlton

Stefanie Powers
- 1979–1984: Hart aber herzlich (Fernsehserie) als Jennifer Hart
- 1994: Hart aber herzlich – Tod einer Freundin als Jennifer Hart
- 1995: Hart aber herzlich – Max’ Vermächtnis als Jennifer Hart
- 1996: Hart aber herzlich – Jonathan unter Mordverdacht als Jennifer Hart
- 2002: Der Voyeur – Von einem Spanner verfolgt als Michelle Dupre

Ellen Barkin
- 1991: Switch – Die Frau im Manne als Amanda Brooks
- 1996: The Fan als Jewel Stern
- 1998: Fear and Loathing in Las Vegas als Kellnerin
- 2007: Ocean’s 13 als Abigail Sponder
- 2010: Twelve als Jessicas Mutter

Bette Midler
- 1979: The Rose als Mary Rose Foster
- 1988: Oliver & Co. als Georgette
- 1996: Der Club der Teufelinnen als Brenda Cushman
- 2000: Der Fall Mona als Mona Dearly
- 2000: Was Frauen wollen als Psychiaterin
- 2019, 2020: The Politician (Fernsehserie) als Hadassah Gold

Linda Hamilton
- 1984: Terminator als Sarah Connor
- 1986: Black Moon als Nina
- 1991: Terminator 2 – Tag der Abrechnung als Sarah Connor
- 2009: Terminator: Die Erlösung als Sarah Connor
- 2010–2012: Chuck (Fernsehserie) als Mary Elizabeth Bartowski
- 2019: Terminator: Dark Fate als Sarah Connor

### Filme
- 1972: Die Faust der Rebellen – für Barbara Hershey als Boxcar Bertha (Synchro der ungekürzten TV-Fassung)
- 1973: Die Abenteuer des Rabbi Jacob – für Miou-Miou als Antoinette Buntspecht
- 1974: Die wilden Schläger von Rockers Town (1969) für Jocelyn Dane als Cathy
- 1976: King Kong – für Jessica Lange als Dwan
- 1983: Verheiratet mit einem Toten – für Véronique Genest als Patricia Meyrand
- 1986: Fackeln im Sturm – für Kate McNeil als Augusta Barclay
- 1987: Die Hexen von Eastwick – für Cher als Alexandra Medford
- 1991: Thelma und Louise – für Geena Davis als Thelma
- 1994: Sprachlos – für Bonnie Bedelia als Annette
- 1994: Sunset Killer – Der Erlöser – für Famke Janssen als Dr. Sara Lee Jaffee
- 1995: Heat – für Diane Venora als Justine Hanna
- 1996: Auge um Auge – für Charlayne Woodard als Angel Kosinsky
- 1997: denn zum Küssen sind sie da – für Roma Maffia als Dr. Ruocco
- 2004: Der König der Löwen 3 – Hakuna Matata – für Julie Kavner als Mom
- 2005: In den Schuhen meiner Schwester – für Carlease Burke als Bea
- 2007: Das Beste kommt zum Schluss – für Beverly Todd als Virginia Chambers
- 2008: Der Vorleser – für Lena Olin als Rose Mather / Ilana Mather
- 2010: Alice im Wunderland – für Frances de la Tour als Tante Imogene
- 2010: So spielt das Leben – für Patricia French als Richterin Gorling
- 2013: American Hustle – für Colleen Camp als Brenda

### Serien
- 1976–1979: Drei Engel für Charlie – für Kate Jackson als Sabrina Duncan
- 1982–1983: Dallas – für Lois Chiles als Holly Harwood
- 1985: Trio mit vier Fäusten – für Marta DuBois als Sheila / Marcy Hayward
- 1985: Simon & Simon – für Tricia O’Neil als Laura Reynolds
- 1986: Simon & Simon – für Cassie Yates als Christy Vogel
- 1987: Flamingo Road – für Melba Moore als Alma
- 1991: MacGyver – für Audrey Landers als Carla / Roxy Yates
- 1992–1998: Babylon 5 – für Mira Furlan als Delenn
- 1995–1999: Star Trek: Deep Space Nine – für Penny Johnson Jerald als Kasidy Yates
- 1993–1997: Der Bergdoktor (60 Folgen) für Anita Zagaria als  Dr. Sabina Burgner geb. Spreti
- 1998: Seinfeld – für Bette Midler als Bette Midler
- 1999–2003: Dharma & Greg – für Mimi Kennedy als Abby O’Neil
- 2000–2006: Charmed – Zauberhafte Hexen für Finola Hughes als Patricia „Patty“ Halliwell
- 2002–2009: Without a Trace – Spurlos verschwunden – für Marianne Jean-Baptiste als Special Agent Vivian Johnson
- 2003: Las Vegas – für Sheryl Lee Ralph als Janet Ellis (Folge: Tricksen erlaubt)
- 2006: Mankells Wallander – für Lotta Tejle (Folge: Der wunde Punkt)
- 2006: Grey’s Anatomy – für Mimi Kennedy als Verna Bradley (Folge: Der Schmerz)
- 2011–2016: Downton Abbey – für Lesley Nicol als Köchin Beryl Patmore
- 2013: Ninjago – für Kathleen Barr als Misako Montgomery Garmadon (1. Stimme)
- 2014–2019: Orange Is the New Black – für Adrienne C. Moore als Cindy „Black Cindy“ Hayes
- 2014: American Horror Story – für Patti LaBelle als Dora Brown

## Filmografie (Auswahl)
- 1966: Gewagtes Spiel (Folge 23: Kleine Fische)
- 1978: Direktion City (4 Folgen als Dani)
- 1978: Tatort: Der Mann auf dem Hochsitz als Herta Olbrich
- 1978: Ein Mann für alle Fälle (Minifernsehserie)
- 1979: Hatschi!!
- 1980: Scheibenwischer
- 1983: Kommissariat 9 (2 Folgen als Lo)
- 1983: Vom Webstuhl zur Weltmacht (Serienfigur: Sybille Arzt)
- 1985: Drei Damen vom Grill (Folge: Eins zu Null für Oma)
- 1985: Ich heirate eine Familie (Folge: Schumanns Winterreise)
- 1986: Liebling Kreuzberg (Folge: Doppeleinsatz)
- 1986: Ein Heim für Tiere (Folge: Mein Hund, mein Freund)
- 1987–1990: Wartesaal zum kleinen Glück (Serienfigur: Lotti)
- 1988: Berliner Weiße mit Schuß als Emelie
- 1989: Lukas und Sohn
- 1989–1990: Spreepiraten (Serienfigur: Karin Kukowski)
- 1989–1993: Der Landarzt (Serienfigur: Grete Hinnerksen)

## Hörbücher und -spiele (Auswahl)

### Hörbücher

#### Tamara McKinley
- 2003: Anemonen im Wind, Lübbe Audio
- 2004: Das Versprechen des Opals, Lübbe Audio
- 2005: Das Lied des Regenpfeifers, Lübbe Audio
- 2006: Die Farm am Eukalyptushain, Lübbe Audio
- 2006: Matildas letzter Walzer, Lübbe Audio
- 2008: Insel der Traumpfade, Lübbe Audio
- 2008: Träume jenseits des Meeres, Lübbe Audio

(Quelle:)

#### Sonstige Hörbücher
- 2013: Frl. Krise und Frau Freitag: Der Altmann ist tot, Argon Verlag (zusammen mit Carolin Kebekus)
- 2014: Frl. Krise und Frau Freitag: Übertrieben tot (zusammen mit Carolin Kebekus)

### Hörspiele
- seit 2000: als Karin Becker-Mallmann in Geisterjäger John Sinclair (Folge 14–26)

## Computerspiele (Auswahl)
- 2011: The Elder Scrolls V: Skyrim
- 2015: The Book of Unwritten Tales 2 (Ivos Mutter)